# Toulaud
Toulaud est une commune française située dans le département de l'Ardèche, en région Auvergne-Rhône-Alpes.
Ses habitants sont appelés les Toulaudains.

## Géographie

### Situation et description
Le village est bâti sur les pentes et à l'extrémité d'une montagne allongée, le Serre de Chalamant, qui culmine à 458 mètres.
Il domine la plaine du Mialan qui s'étend à ses pieds au nord-est, et au sud-est celle de l'Ozon, affluent de l'Embroye.
La commune de Toulaud se situe à 12 kilomètres à l'ouest de Valence (Drôme). 

### Communes limitrophes
Toulaud est limitrophe de huit communes, toutes situées dans le département de l'Ardèche et réparties géographiquement de la manière suivante :

### Géologie et relief
Toulaud est partagée entre un relief accidenté (point culminant à 627 mètres d’altitude) constitué de collines boisées dans une large partie ouest et une topographie de plaine à l’est (environ 200 
mètres d’altitude).

### Hydrographie
Cours d'eau traversant la commune :

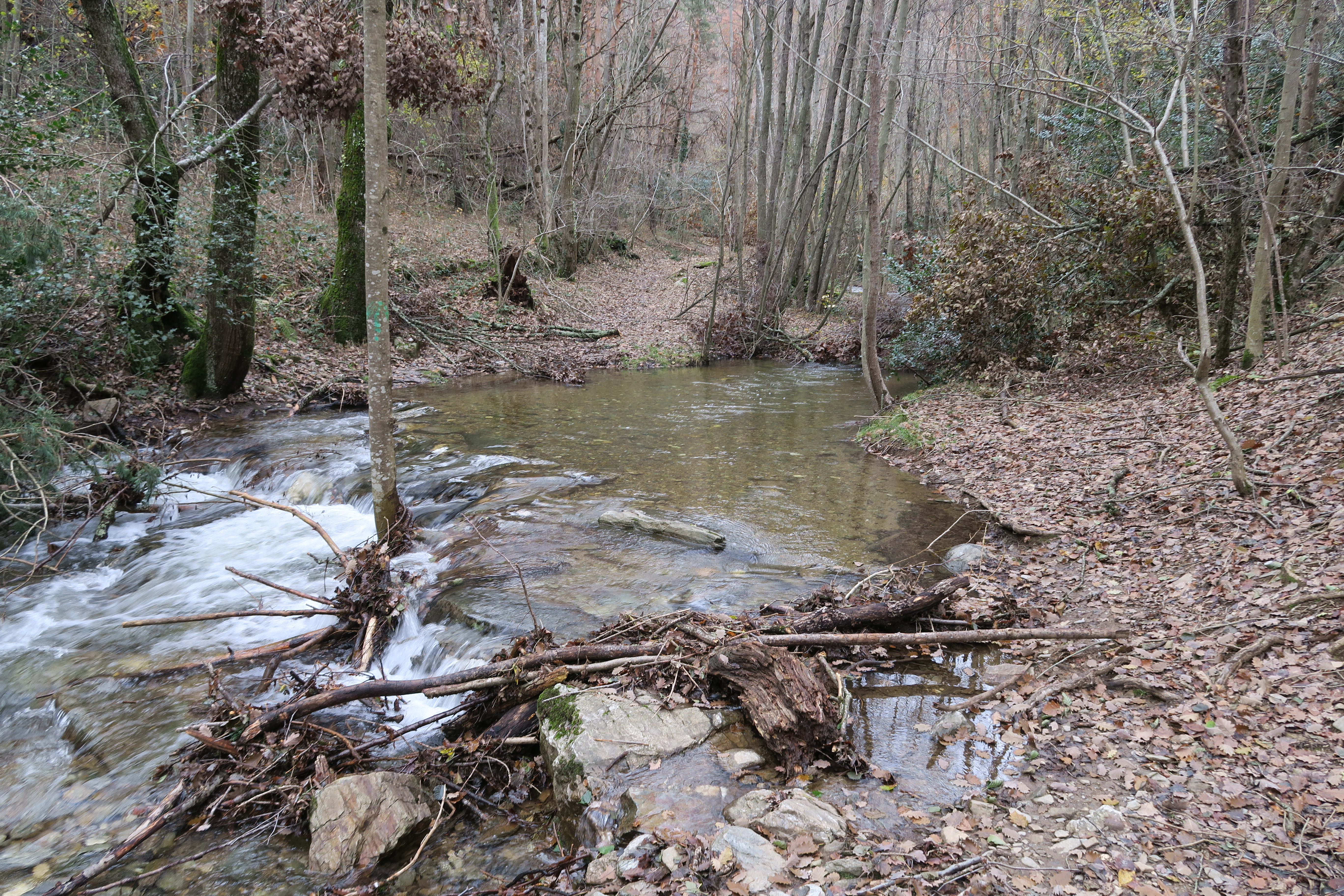
Passage à gué sur l'Embroye après de fortes pluies, près du lieu-dit La Tour.

- L’Embroye et le Mialan, un affluent du Rhône[5], constituent le réseau hydrographique de Toulaud.
- Ruisseaux :

de Bernard,
des Vans,
de Trévalon,
de l'Egat,
de Perroter,
de Loriol,
de Dullière,
de Gibarlet,
de Barde,
des Ayes,
de Saint-Loup,
de Martin,
de Navarou,
de Jergne.

### Climat
En 2010, le climat de la commune est de type climat méditerranéen altéré, selon une étude du CNRS s'appuyant sur une série de données couvrant la période 1971-2000. En 2020, Météo-France publie une typologie des climats de la France métropolitaine dans laquelle la commune est dans une zone de transition entre le climat de montagne et le climat méditerranéen et est dans la région climatique  Moyenne vallée du Rhône, caractérisée par un bon ensoleillement en été (fraction d’insolation > 60 %), une forte amplitude thermique annuelle (4 à 20 °C), un air sec en toutes saisons, orageux en été, des vents forts (mistral), une pluviométrie élevée en automne (250 à 300 mm). 
Pour la période 1971-2000, la température annuelle moyenne est de 12,3 °C, avec une amplitude thermique annuelle de 17,6 °C. Le cumul annuel moyen de précipitations est de 951 mm, avec 7,2 jours de précipitations en janvier et 4,9 jours en juillet. Pour la période 1991-2020, la température moyenne annuelle observée sur la station météorologique de Météo-France la plus proche, « Saint-Laurent Pape », sur la commune de Saint-Laurent-du-Pape à 9 km à vol d'oiseau, est de 13,6 °C et le cumul annuel moyen de précipitations est de 1 027,6 mm,. Pour l'avenir, les paramètres climatiques de la commune estimés pour 2050 selon différents scénarios d'émission de gaz à effet de serre sont consultables sur un site dédié publié par Météo-France en novembre 2022.

### Voies de communications et transports

#### Voies routières
- D279 > D533 > D86 > D 287 entre Toulaud et Valence.
- Périphérique de Valence (Drôme).

#### Transports en commun
- Le Réseau de bus Citéa a mis en place un service de transport à la demande "Résa+"[12].
- Gare de Valence TGV.
- Gare de Valence-Ville.

## Urbanisme
La commune dispose d'un plan local d'urbanisme.

### Typologie
Au 1er janvier 2024, Toulaud est catégorisée bourg rural, selon la nouvelle grille communale de densité à 7 niveaux définie par l'Insee en 2022.
Elle appartient à l'unité urbaine de Charmes-sur-Rhône, une agglomération intra-départementale dont elle est ville-centre,. Par ailleurs la commune fait partie de l'aire d'attraction de Valence, dont elle est une commune de la couronne,. Cette aire, qui regroupe 71 communes, est catégorisée dans les aires de 200 000 à moins de 700 000 habitants,.

### Occupation des sols
L'occupation des sols de la commune, telle qu'elle ressort de la base de données européenne d’occupation biophysique des sols Corine Land Cover (CLC), est marquée par l'importance des forêts et milieux semi-naturels (69,4 % en 2018), en augmentation par rapport à 1990 (66,9 %). La répartition détaillée en 2018 est la suivante : 
forêts (60,7 %), zones agricoles hétérogènes (25,7 %), milieux à végétation arbustive et/ou herbacée (8,7 %), prairies (2,8 %), zones urbanisées (1,7 %), terres arables (0,5 %).
L'évolution de l’occupation des sols de la commune et de ses infrastructures peut être observée sur les différentes représentations cartographiques du territoire : la carte de Cassini (XVIIIe siècle), la carte d'état-major (1820-1866) et les cartes ou photos aériennes de l'IGN pour la période actuelle (1950 à aujourd'hui).

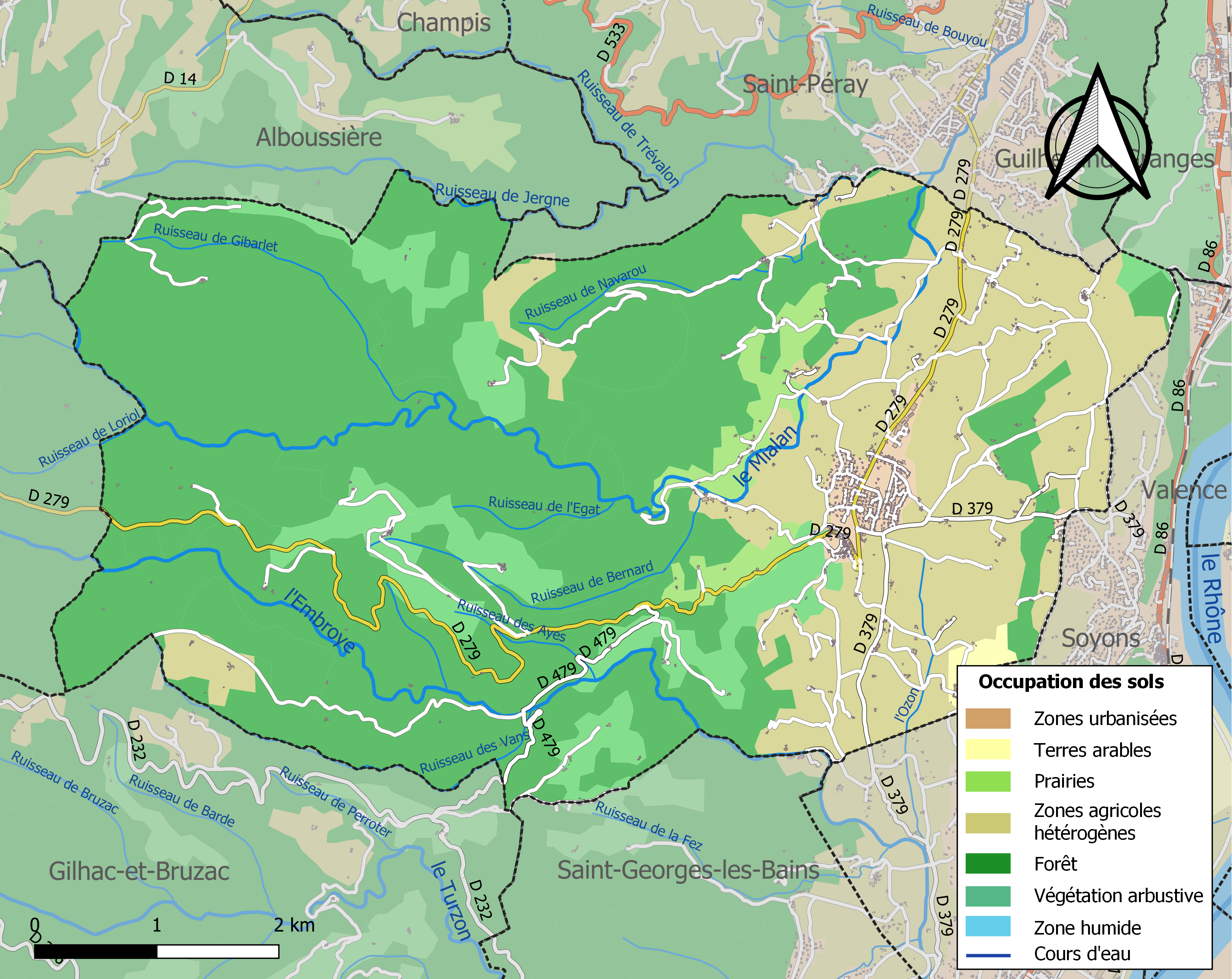
Carte des infrastructures et de l'occupation des sols de la commune en 2018 (CLC).

### Intercommunalité
La commune est un membre adhérent de la communauté de communes Rhône-Crussol.

### Lieux-dits, hameaux et écarts
- Hameaux[20] :

des Illiers,
des Bonnets de Ladreyt,
de la Seauve,
des Monneries,
de La Valette,
de La Tour.

### Risques naturels et technologiques

#### Risques sismiques
L'ensemble du territoire de la commune de Toulaud est situé en zone de sismicité no 3 (sur une échelle de 1 à 5), comme la plupart des communes situées dans la vallée du Rhône et la Basse Ardèche, mais en limite orientale de la zone no 2 qui correspond au plateau ardéchois.
| Type de zone | Niveau            | Définitions (bâtiment à risque normal) |
| ------------ | ----------------- | -------------------------------------- |
| Zone 3       | Sismicité modérée | accélération = 1,1 m/s2                |

## Toponymie
La commune de Toulaud est très ancienne ; la racine de son nom date du VIe siècle av. J.-C.

À l'époque préceltique, le mot « Toul » (tull) signifiait hauteur comme l'indique la situation topographique du vieux village. « Toulaud » est mentionné pour la première fois dans un écrit datant de l'an 940 apr. J.-C.

## Histoire

### Antiquité
À l'époque gallo-romaine, l'implantation de la population est importante dans la plaine. Il en reste des vestiges avec un mur romain au quartier des Fonts, une statue d'époque romaine qui fut découverte au quartier de Fortunière et au quartier Vocance, des débris de poteries diverses datant de l'époque wisigothe.

### Moyen Âge
Aux VIe et VIIe siècles, le village s'installe sur la colline à l'abri des déferlements de hordes barbares ; dès cette époque, le village dut être fortifié.

Aux VIIe et VIIIe siècles, Toulaud profite d'une paix relative avec un essor de l'agriculture et de l'artisanat. Après avoir traversé des périodes difficiles aux XIVe et XVe siècles (guerre de Cent Ans, peste noire, pillages par les Grandes Compagnies, etc.), la population retrouve une ère de prospérité aux XVe et XVIe siècles avec l'embellissement des maisons du village et la construction d'une tour de guet de 27 mètres de haut.
Le village de Toulaud appartenait au seigneur de Crussol.

### Autres périodes
Au cours d'affrontements fratricides lors des guerres de Religion, Toulaud fut un fief protestant. Après l'édit de Nantes, les troupes royales assiégèrent le village et la tour fut démolie le 28 août 1622.
Durant des siècles Toulaud fut réputée pour sa poterie. C'est Noyer de Gleize qui lui donne tout son lustre avec la fabrique de La Prat, sous le village, au bord du Mialan et qui disait : « Cette terre permet de faire des faïences aussi belles que celles de Montpellier et d'ailleurs ». Pour des raisons inconnues, cet artisanat disparut à la fin du XIXe siècle.

## Politique et administration

### Liste des maires
| Période                                  | Période  | Identité           | Étiquette | Qualité |
| ---------------------------------------- | -------- | ------------------ | --------- | ------- |
| Les données manquantes sont à compléter. |          |                    |           |         |
| 1990                                     | 2014     | Michel Letang      |           |         |
| 2014                                     | En cours | Christophe Chantre | DVG       | Employé |

### Budget et fiscalité 2021

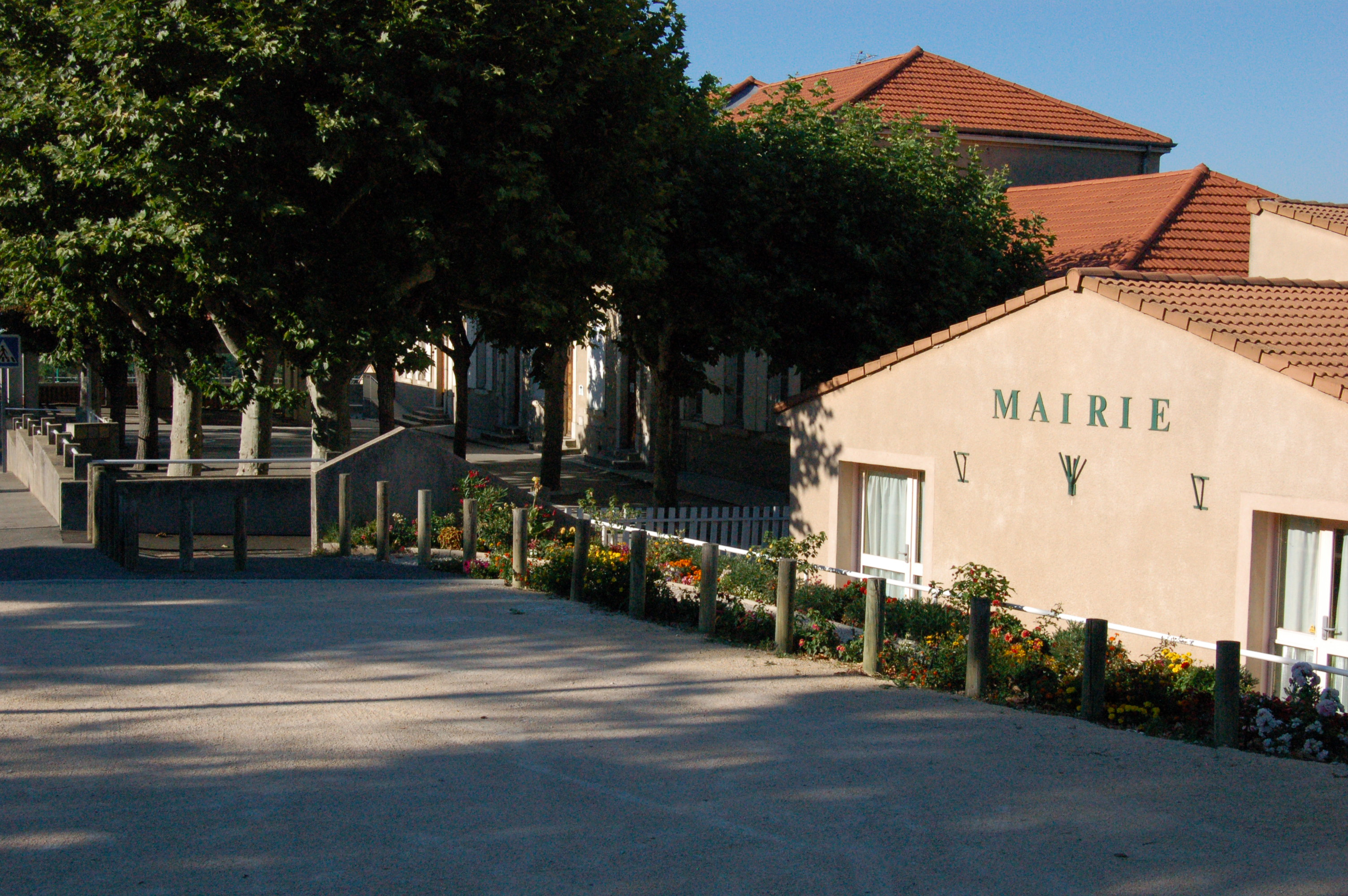
La mairie.

En 2021, le budget de la commune était constitué ainsi :
- total des produits de fonctionnement : 1 085 000 €, soit 617 € par habitant ;
- total des charges de fonctionnement : 902 000 €, soit 513 € par habitant ;
- total des ressources d'investissement : 362 000 €, soit 206 € par habitant ;
- total des emplois d'investissement : 610 000 €, soit 347 € par habitant ;
- endettement : 1 035 000 €, soit 588 € par habitant.

Avec les taux de fiscalité suivants :
- taxe d'habitation : 11,88 % ;
- taxe foncière sur les propriétés bâties : 32,87 % ;
- taxe foncière sur les propriétés non bâties : 59,68 % ;
- taxe additionnelle à la taxe foncière sur les propriétés non bâties : 0,00 % ;
- cotisation foncière des entreprises : 0,00 %.

Chiffres clés Revenus et pauvreté des ménages en 2020 : médiane en 2020 du revenu disponible, par unité de consommation : 25 690 €.

### Jumelage
- Monsano (Italie) depuis 2000[29].

Né officiellement le 14 juillet 2000.

## Population et société

### Démographie

#### Évolution démographique
L'évolution du nombre d'habitants est connue à travers les recensements de la population effectués dans la commune depuis 1793. Pour les communes de moins de 10 000 habitants, une enquête de recensement portant sur toute la population est réalisée tous les cinq ans, les populations de référence des années intermédiaires étant quant à elles estimées par interpolation ou extrapolation. Pour la commune, le premier recensement exhaustif entrant dans le cadre du nouveau dispositif a été réalisé en 2007.

En 2022, la commune comptait 1 701 habitants, en évolution de +0,83 % par rapport à 2016 (Ardèche : +2,48 %, France hors Mayotte : +2,11 %).
| 1793  | 1800  | 1806  | 1821  | 1831  | 1836  | 1841  | 1846  | 1851  |
| ----- | ----- | ----- | ----- | ----- | ----- | ----- | ----- | ----- |
| 1 600 | 1 636 | 1 288 | 1 436 | 1 796 | 1 856 | 1 857 | 1 636 | 1 701 |

| 1856  | 1861  | 1866  | 1872  | 1876  | 1881  | 1886  | 1891  | 1896  |
| ----- | ----- | ----- | ----- | ----- | ----- | ----- | ----- | ----- |
| 1 805 | 1 760 | 1 685 | 1 673 | 1 591 | 1 628 | 1 635 | 1 532 | 1 506 |

| 1901  | 1906  | 1911  | 1921  | 1926  | 1931  | 1936 | 1946 | 1954 |
| ----- | ----- | ----- | ----- | ----- | ----- | ---- | ---- | ---- |
| 1 405 | 1 355 | 1 267 | 1 101 | 1 026 | 1 017 | 961  | 886  | 861  |

| 1962 | 1968 | 1975 | 1982 | 1990  | 1999  | 2006  | 2007  | 2012  |
| ---- | ---- | ---- | ---- | ----- | ----- | ----- | ----- | ----- |
| 789  | 751  | 731  | 875  | 1 256 | 1 501 | 1 654 | 1 675 | 1 662 |

| 2017  | 2022  | - | - | - | - | - | - | - |
| ----- | ----- | - | - | - | - | - | - | - |
| 1 700 | 1 701 | - | - | - | - | - | - | - |

### Enseignement
Les élèves de la commune, rattachée à l'académie de Grenoble, fréquentent plusieurs types d'établissements d'enseignements, dont :
- l'école maternelle[35],
- l'école élémentaire,
- les collèges de Saint-Péray et de Guilherand-Granges,
- les lycées de Valence.

### Sports
La commune de Toulaud possède des installations standard pour la pratique du rugby et du football ainsi que deux terrains de tennis.
La commune organise annuellement, aux alentours du 8 août, deux tournois de pétanque.
Le club de football de la commune, le CFE Toulaud (Club de Football des Entreprises Toulau- daines), créé en 2003, évolue en championnat entreprise. Cette équipe est entraînée par Lionel Brouty, présidée par Yann Galliou, et le secrétaire du club se nomme Pascal Laffont.

### Santé
Professionnels et établissements de santé :
- Médecins à Toulaud, Soyons, Charmes-sur-Rhône,
- Pharmacies à Soyons, Charmes-sur-Rhône,
- Centre hospitalier de Valence[39],[40].

### Médias
Deux journaux couvrent l'actualité de la commune :
- L'Hebdo de l'Ardèche, journal hebdomadaire français basé à Valence et couvrant l'actualité de tout le département de l'Ardèche ;
- Le Dauphiné libéré, journal quotidien de la presse écrite française régionale distribué dans la plupart des départements de l'ancienne région Rhône-Alpes, notamment l'Ardèche. La commune est située dans la zone d'édition de Privas-centre-Ardèche.

La commune est située sur l'aire de diffusion de Ici Drôme Ardèche, une radio publique également diffusée sur tout le territoire du département de la Drome et de l'Ardèche.

### Cultes
- Culte catholique.

La communauté catholique de Toulaud est rattachée à la paroisse « Saint-Pierre de Crussol », elle-même rattachée au diocèse de Viviers.
- Culte protestant.

Il existe un temple Protestant de Toulaud construit à l'instigation du pasteur Astier et inauguré le 12 octobre 1823.

## Économie

### Entreprises et commerces

#### Agriculture
- Le saint-péray est un vin d'Appellation d'origine contrôlée, produit sur les communes de Saint-Péray et Toulaud.
- Domaine du Biguet[43].
- Apiculteur.
- Culture de fruits à pépins et à noyau.
- Élevage d'ovins et de caprins.

#### Tourisme
- Restaurant[44], traiteur[45].
- Hébergements à Soyons, Saint-Péray[46]...

#### Commerces
- Commerces et services de proximité[47].

## Culture et patrimoine

### Lieux et monuments

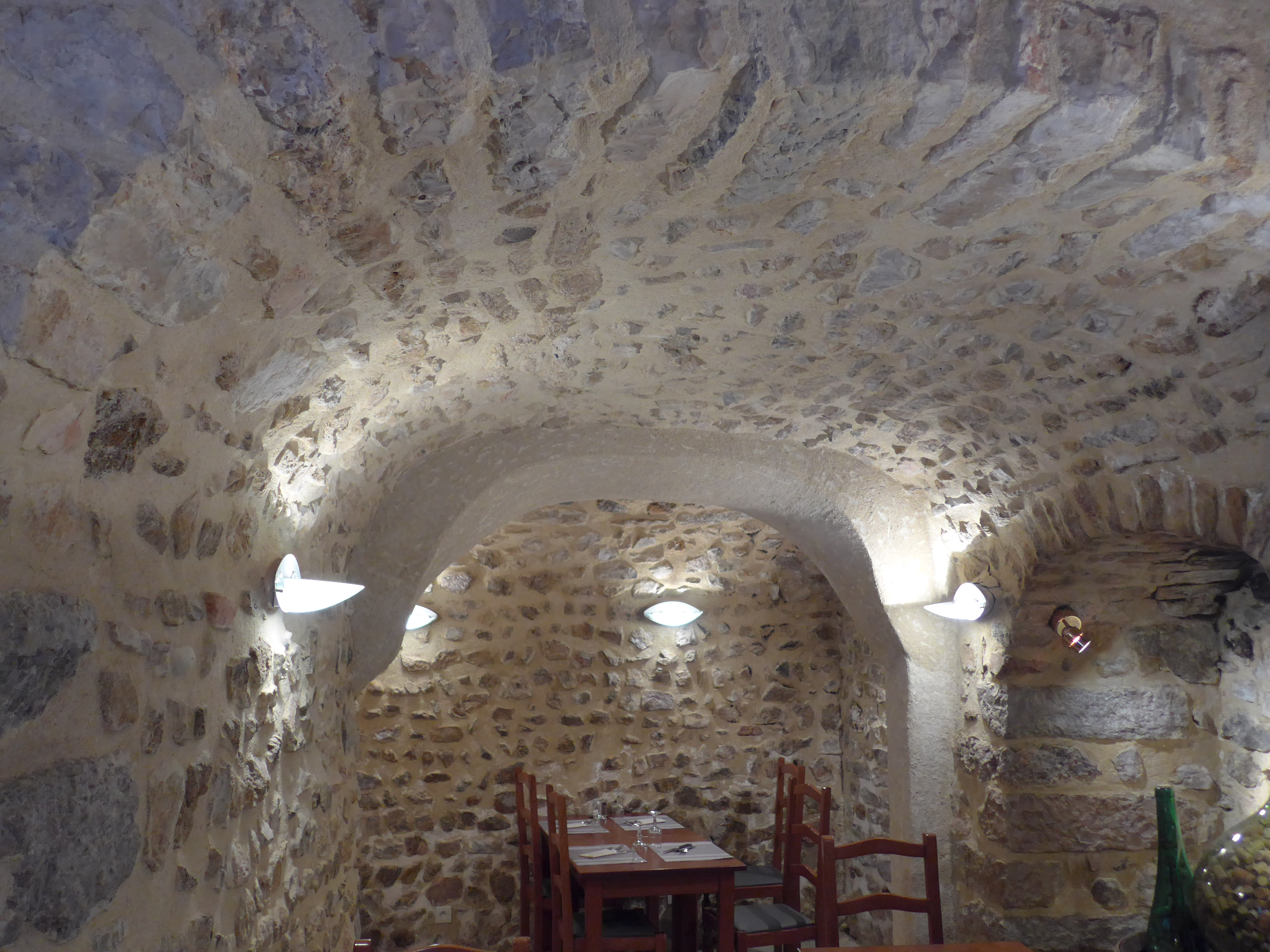
Murailles romaines, vestiges du camp romain avec un bar-restaurant.

- les Murailles romaines de Toulaud[48], au hameau "les fonts".
- le Château de Meyret est une maison forte avec ses deux tours[49].
- le Château des Fonts.
- le Château de Mirabel.
- La maison forte de Cheylus.

Patrimoine religieux :
- l'église de l'Assomption, du XVIIIe siècle[51]. L'église de Toulaud, sous le vocable de Notre-Dame, a remplacé en 1678 une église plus ancienne qui était dédiée à St Michel.
- la chapelle Saint-Martin, lieu de passage du pèlerinage de Saint-Jacques-de-Compostelle,
- le temple protestant, inauguré le 12 octobre 1823[52], en présence de Pierre Astier Pasteur du Désert.
- Le monument aux morts. Conflits commémorés : Guerres 1914-1918 - 1939-1945 - AFN-Algérie (1954-1962)[53].

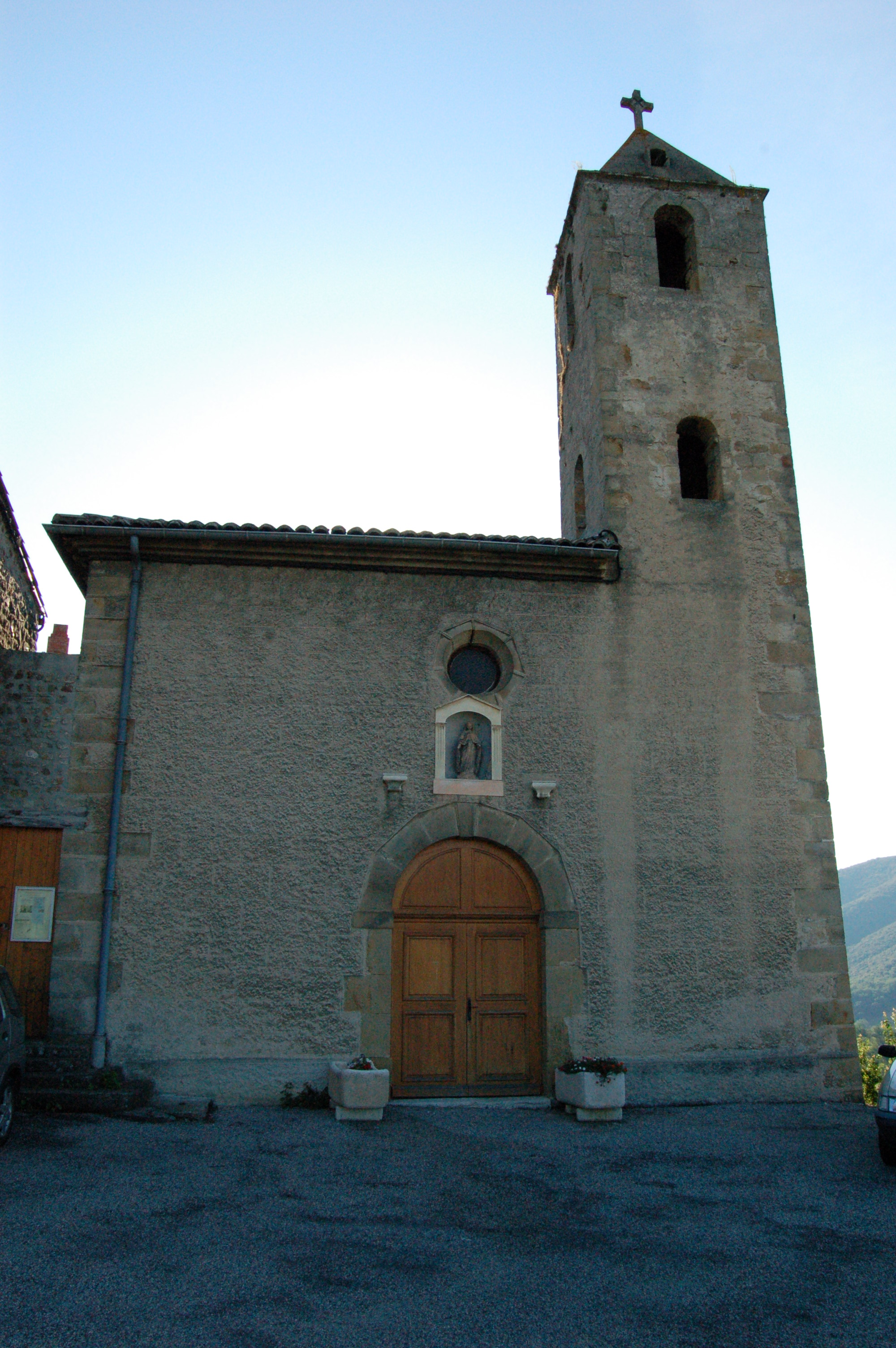
Église.
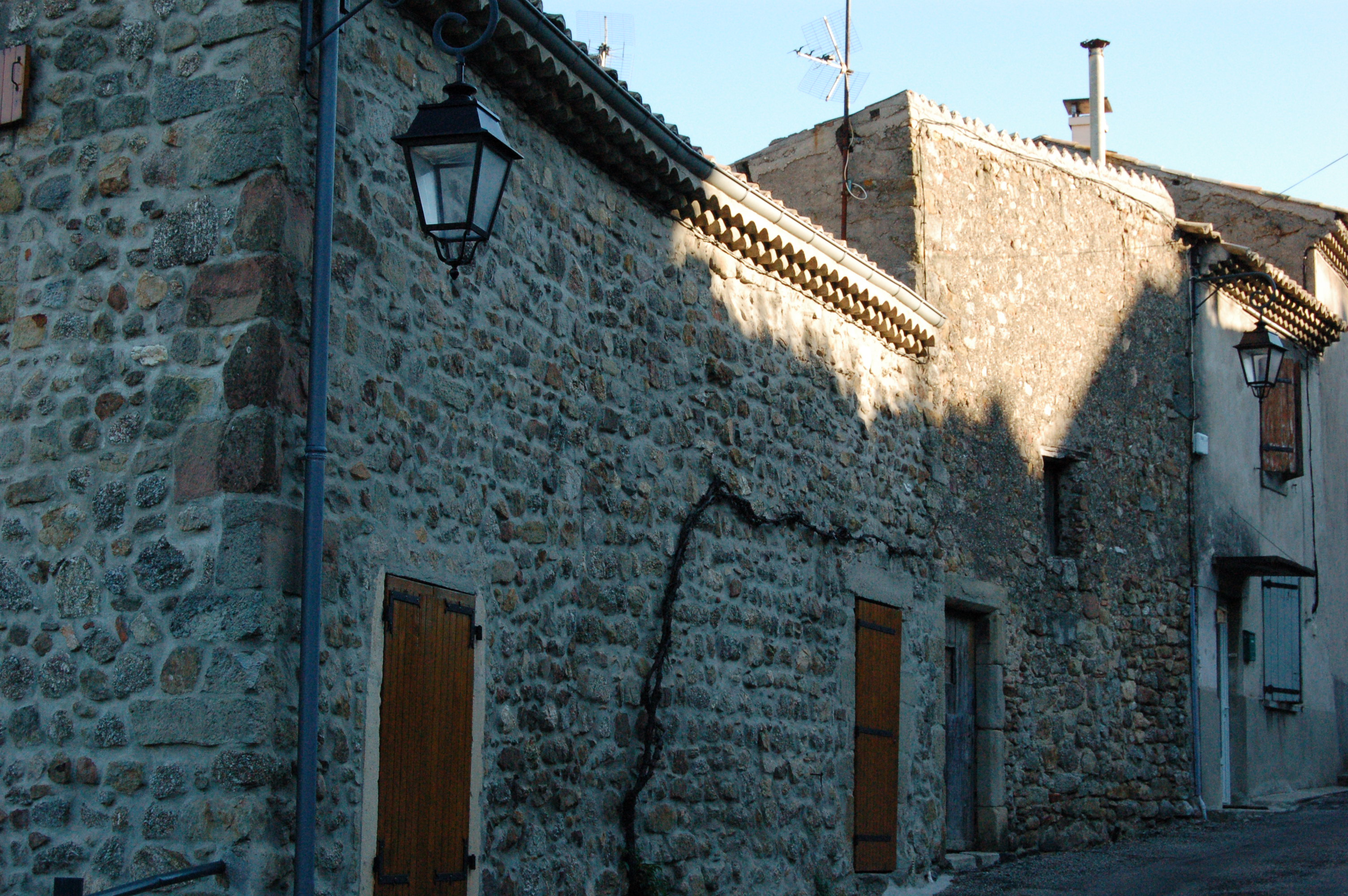
Bâtisse.
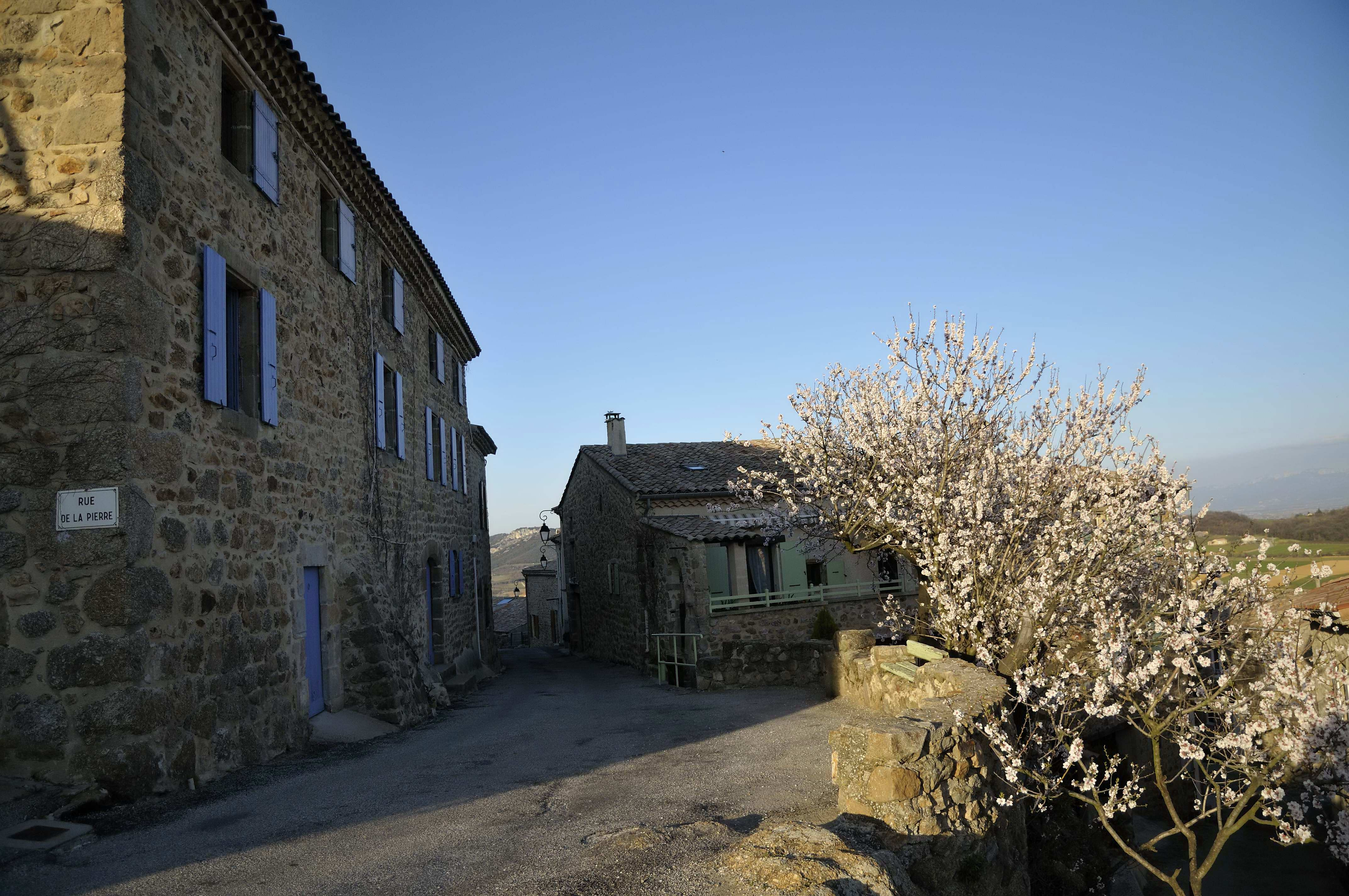
Rue du village.
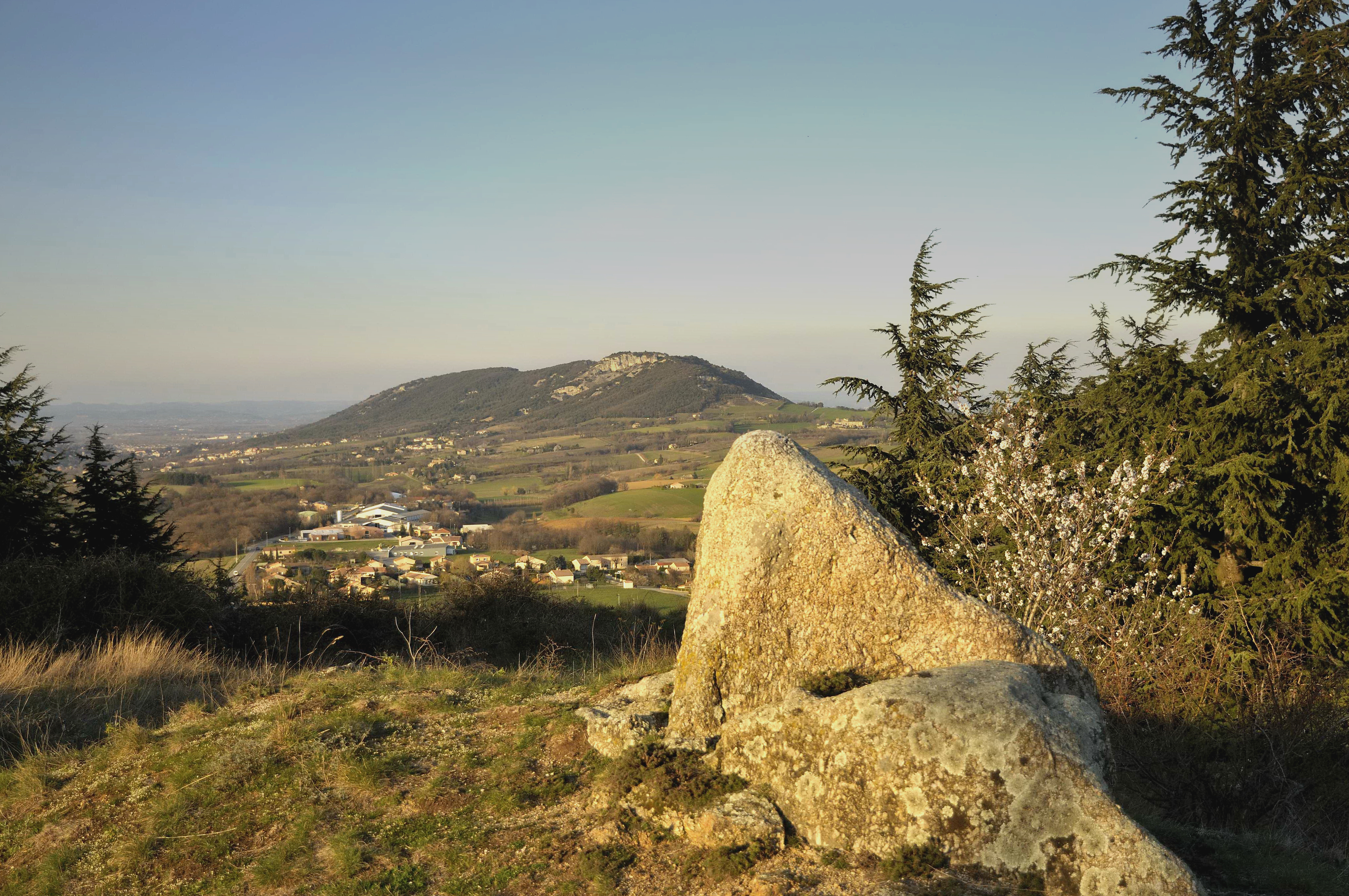
Vue depuis l'ancien emplacement de la tour de gué.

### Personnalités liées à la commune
- Jean-Pierre Astier (1757-1839), Pasteur[54].
- Maison de Crussol[55].
- André, Louis Paquien (Pseudonyme dans la Résistance : Babylus), exécuté sommairement le 8 mars 1944 à Toulaud. Résistant FTPF, homologué Forces françaises de l'intérieur, et interné résistant (DIR)[56].

### Héraldique
|  | Toulaud possède des armoiries dont l'origine et le blasonnement exact ne sont pas disponibles. |